# Morpholeria alticola
Morpholeria alticola är en tvåvingeart som beskrevs av Gorodkov 1978. Morpholeria alticola ingår i släktet Morpholeria och familjen myllflugor.
Artens utbredningsområde är Kazakstan. Inga underarter finns listade i Catalogue of Life.